# Munir Awad
Munir Awad, född 10 februari 1981 i Libanon, är en libanesisk-svensk terrorist som tre gånger under perioden 2007–2010 gripits i olika länder misstänkt för samröre med islamistisk terrorism. Den 4 juni 2012 dömdes han till 12 års fängelse i Danmark för ett planerat terrorbrott i Köpenhamn mot Jyllandsposten.

## Biografi
Munir Awad kom till Sverige i september 1987. Munir Awad är svärson till Helena Benaouda, som är ordförande i Sveriges muslimska råd.

## 2007
I februari 2007 greps Munir Awad av kenyanska styrkor i Somalia tillsammans med sin då 17-åriga gravida flickvän Safia Benaouda samt två andra svenska medborgare. Munir uppgav att de befann sig i Somalia som turister, dit de rest efter ett besök i Dubai, med anledning av att de ville besöka ett land med islamisk kultur och vacker natur. Safia Benaouda släpptes 29 mars 2007, medan Munir Awad och de två andra männen släpptes 19 maj 2007. Männen satt under denna tid i ett etiopiskt militärfängelse i Addis Abeba och utsattes för upprepade förhör av olika länders säkerhetstjänster och enligt egen utsago även för tortyr. De släpptes efter att svenska Säkerhetspolisen (SÄPO) hade utnyttjat sitt internationella kontaktnät för att få dem fria.

## 2009
Den 20 augusti 2009 greps Munir Awad i Pakistan tillsammans med Safia Benaouda, parets tvåårige son, Mehdi Ghezali samt nio andra personer. Awad uppgav att anledningen till att hans familj befunnit sig i Pakistan var att de hade varit på pilgrimsresa till Saudiarabien och att de sedan rest vidare till Pakistan för att delta vid en konferens i Lahore. Anledningen till att de greps var att de misstänktes för att ha försökt upprätta kontakt med en pakistansk terrororganisation. Efter sex veckor i fångenskap släpptes de efter påtryckningar från svenska myndigheter.

## 2010
Muslimska mänskliga rättighetskommittén anordnade i maj 2010 ett seminarium med Munir Awad som talare om Sveriges terrorlagstiftning.
Den 29 december 2010 greps Munir Awad och tre andra personer, två svenska medborgare och en tunisisk medborgare, i Köpenhamnsområdet av den danska säkerhetstjänsten Politiets Efterretningstjeneste (PET). De gripna misstänktes ha förberett ett attentat mot tidningen Jyllandspostens redaktion i Köpenhamn. Samtidigt greps en person i Stockholm av SÄPO misstänkt för inblandning i samma ärende. Gripandet skedde efter ett samarbete mellan SÄPO och PET, där SÄPO hade haft de fyra personerna under bevakning under en längre tid. Den 30 december 2010 häktades Awad och de två andra svenska medborgarna av en domstol i Köpenhamn.

## 2012
Munir Awad dömdes den 4 juni till 12 års fängelse för terroristbrott i Danmark.

## Övrigt
Awad har 2004 dömts för bland annat våld mot tjänsteman av Halmstads tingsrätt efter att tillsammans med sin bror i april 2003 ha misshandlat en ordningsvakt på Hotell Mårtensson i centrala Halmstad.
Efter att ha återkommit från Pakistan 2009 anmälde Awad flera olika tidningar till Allmänhetens pressombudsman (PO) för att de publicerat hans namn i samband med händelsen. PO avskrev senare anmälan, då namnpubliceringen ansågs journalistiskt motiverad.